# Gnetum schwackeanum
Gnetum schwackeanum är en kärlväxtart som beskrevs av Paul Hermann Wilhelm Taubert och Johann Heinrich Rudolf Schenck. Gnetum schwackeanum ingår i släktet Gnetum och familjen Gnetaceae. Inga underarter finns listade i Catalogue of Life.